# Gerardo Cuerva
Gerardo Cuerva Valdivia (Granada, 22 de marzo de 1971) es un empresario español y miembro de la patronal en el país. Fue presidente de la Confederación Española de la Pequeña y Mediana Empresa (CEPYME) entre 2019 y 2025, y por tanto vicepresidente de la Confederación Española de Organizaciones Empresariales (CEOE) en el mismo periodo.

## Biografía
Nació en Granada en la primavera de 1971, siendo el mayor de cuatro hermanos. Es hijo de Gerardo Cuerva Vallet, quien fuera presidente del Granada Club de Fútbol en 1991 y de la Confederación Granadina de Empresarios desde 1987 hasta su fallecimiento en 2001.
Licenciado en Ingeniería Industrial, está casado y tiene tres hijos. Dirige su empresa familiar –Grupo Cuerva– junto a su hermano Ignacio, quien también ocupó el cargo de presidente del Granada CF en 2009.
Desde 2001 ocupa el cargo de consejero delegado del Grupo Cuerva, conjunto de empresas fundadas por su abuelo en 1939 y que desarrollan actividades del sector energético, abarcando distintas áreas de generación, distribución y comercialización de energía eléctrica, y realizando otras funciones en la instalación y conservación de infraestructuras.
Paralelamente mantiene los cargos de presidente de la Cooperativa de Industrias Distribuidoras de Electricidad (CIDE), que agrupa al sector de las pequeñas generadoras y distribuidoras eléctricas en España con 230 socios, y presidente de las compañías Diselcide y CHC Energía, además de pertenecer a diferentes consejos de administración en distintas empresas.
También desde noviembre de 2006 es el presidente de la Confederación Granadina de Empresarios (CGE) y en 2014 se convirtió en presidente de la Cámara de Comercio de Granada.

## Cargos
Cuerva actualmente ostenta los siguientes cargos institucionales:
- Presidente de la Confederación Granadina de Empresarios (CGE, 21/11/2006)
- Presidente de la Cámara de Comercio de Granada (02/12/2014)
- Presidente de la Asociación Clúster Granada Plaza Tecnológica y Biotecnológica (30/05/2013)[10]
- Presidente de la Asociación de Distribuidores de Electricidad (CIDE)
- Vicepresidente de la Confederación Española de Organizaciones Empresariales (CEOE, 22/11/2018)